# Kristlieb Adloff
Kristlieb Adloff (* 22. Mai 1934; † 20. Dezember 2023) war ein deutscher evangelischer Theologe.

## Leben
Adloff war Pfarrer in Pullach/Isartal und Bochum, wissenschaftlicher Assistent an der Ruhr-Universität Bochum und theologischer Lektor im Neukirchner Verlag. Als Dozent für Neues Testament und Homiletik lehrte er am Missionsseminar Hermannsburg. Seit 1997 lebte er im Ruhestand in Wolfenbüttel.
Kristlieb Adloff verstand sich als Biblischer Theologe, der sich besonders um das Verständnis für die Verwurzelung des christlichen Glaubens in der jüdischen Religion bemüht. Im Bewusstsein der unermesslichen christlichen Schuld an den Juden „nach Auschwitz“ (vgl. Art. Judentum S. 202) versucht er, christliche Theologie, Predigt und Gottesdienstpraxis neu zu begründen.

## Werke (Auswahl)
- Die Predigt als Plädoyer. Versuch einer homiletischen Ortsbestimmung erarbeitet am Zweiten Korintherbrief, Hamburg 1971.
- Erhebungen. Gemeindegebiete für das Kirchenjahr, Göttingen 1978.
- Art. Judentum in: Karl Müller u. Theo Sundermeier, Lexikon missionstheologischer Grundbegriffe, Berlin 1987, S. 200–204.
- Die Predigtwoche. Ein homiletisches Exerzitium, Göttingen 1988.
- (Kein) Gottesdienst für nette Leute. Aufsätze, Reden, Polemiken, Wuppertal 1999.
- Vernunft, ein klein wenig anders. Biblische Sprachübungen, Wuppertal 2002.
- Gotteszeit. Predigten aus vierzig Kirchenjahren, Waltrop 2004.
- Paulus - Prophet des Gottesreiches, Stuttgart 2013.
- Jesus / Jeschua. Ein Traktat über den "schönen Namen" (Jakobus 2,7), Kamen 2019.